# Schizotheriinae
Schizotheriinae — одна з двох підродин вимерлої родини Chalicotheriidae, групи травоїдних непарнопалих ссавців, що жили від еоцену до плейстоцену. Інша клада — Chalicotheriinae. Обидва клади мали кігті, а не копита на передніх лапах, пристосування, яке розуміється як пов'язане з годуванням. Шизотерії також мали кігті на задніх лапах. Скам'янілості обох груп знайдені в середовищах, де були дерева та кущі. У той час як халікотерії розвинули дуже похідні форми тіла, шизотерії залишилися в основному схожими за формою на інших непарнопалих, таких як коні й тапіри. Як і більшість лісових унгулят, вони мали довгу шию й передні кінцівки, довші за задні. Шизотерії мали довші зуби з вищою коронкою, ніж халікотерини, що вказує на те, що вони зазвичай харчувалися більш жорсткою рослинністю. Осадові відкладення, де знайдено їхні скам’янілості, показують, що вони також жили в ширшому діапазоні середовищ, від вологих лісів до більш сухих лісів або середовищ, схожих на савани з деревами. Можливо, з цієї причини вони отримали більш широке поширення, ніж халікотеріїни. Хоча халікотерії, ймовірно, еволюціонували в Азії, скам’янілості Schizotheriinae також знайдені в Африці та Північній Америці, куди вони потрапили Беринговим мостом. Найвідоміший рід шизотеріїн — Moropus. Традиційно вважалося, що останнім вижилим із групи є Nestoritherium, але виявилося, що він насправді належав до Chalicotheriinae.
Більшість міоценових Schizotheriinae харчувалися листям, фруктами, корою та гілками. Їхні кігті, ймовірно, використовувалися у вигляді гачка, щоб зривати гілки, щоб донести ці предмети до рота. Деякі палеонтологи пропонують інші способи використання кігтів, наприклад здирання кори з дерев. Хоча кігті на передніх лапах були довгими, їх можна було втягнути, тому тварини могли нормально ходити на підошві. Механізм втягування кігтів був унікальним для шизотеріїв і відрізнявся від будови котових. Широка основа задніх ніг, можливо, дозволяла шизотеріям підніматися вертикально та спиратися на стовбур дерева, щоб дістати їжу вище.